# Карпогорская волость
Карпогорская волость — административно-территориальная единица в составе Пинежского уезда и Архангельского уезда Архангельской губернии, существовавшая с 1924 по 1929 года. Центром волости было село Карпогоры.

## История
Декретом ВЦИК от 9 июня 1924 в Пинежском уезде образованы четыре укрупненные волости: Карпогорская, Пинежская, Сурская и Труфаногорская. Карпогорская волость объединила волости Веркольскую, Кеврольскую, Никитинскую, Покшеньгскую, Сретенскую и Шардонемскую. После реорганизации волость состояла из шести укрупненных сельских обществ: Веркольское, Ерконемское, Кеврольское, Никитинское, Покшеньгское и Шардонемское. Постановлением президиума ВЦИК от 7 февраля 1927 в состав Архангельского уезда передана территория упраздненного Пинежского уезда, в том числе и Карпогорская волость. В 1929 году волость была упразднена и её территория вошла в состав новообразованного Карпогорского района.

## География
Волость располагалось в центральной части Пинежского уезда. На севере граничила с Труфаногорской волостью (с 1927 года включена в состав Пинежской волости), на юге с Сурской волостью.